# 工人革命党 (纳米比亚)
工人革命党（英語：Workers Revolutionary Party，缩写为WRP）是纳米比亚的一个托洛茨基主义政党。该党成立于1989年5月，2009年改名纳米比亚共产党，2014年恢复原名。在2014年纳米比亚大选中，该党有2名候选人当选纳米比亚议会议员。该党的意识形态为共产主义、马克思主义、列宁主义、托洛茨基主义。该党曾支持重建第四国际工人国际。